# Andrés Mazali
Andrés Mazali, född 22 juli 1902 i Guruyú i Montevideo, död 30 oktober 1975, var en uruguayansk fotbollsspelare.
Mazali blev olympisk guldmedaljör i fotboll vid sommarspelen 1928 i Amsterdam.